# Семунція
Семунція (лат. semiuncia) — давньоримська одиниця вимірювання ваги, що відповідала 1/24 лібри або 1/2 унції. Дослівно термін перекладається з латині як половина унції (лат. semi uncia). Позначенням семунції слугували знаки Σ, Є, £. Вага семунції відповідав 13,584 г.
Нетривалий час в Римській республіці, а також у ряді італійських міст, карбувалася бронзова монета семунція. На початку другої Пунічної війни (218—202 р. до н. е.) римські війська зазнали ряд важких поразок. Для покриття військових витрат вага основної грошової одиниці аса була знижена удвічі. Відповідно карбувалися семунції (1/24 аса) і не відповідали своєму ваговому аналогу.
Карбування семунцій остаточно припинився близько 180 року до н. е.